# 4571 Grumiaux
4571 Grumiaux è un asteroide della fascia principale. Scoperto nel 1985, presenta un'orbita caratterizzata da un semiasse maggiore pari a 3,1663233 UA e da un'eccentricità di 0,1706903, inclinata di 1,49517° rispetto all'eclittica.
L'asteroide è dedicato al violinista belga Arthur Grumiaux .